# Dietmar Schauerhammer
Dietmar Schauerhammer, né le 12 août 1955 à Neustadt an der Orla, est un bobeur et athlète est-allemand. En bobsleigh, il a notamment remporté trois médailles dont deux d'or aux Jeux olympiques d'hiver et cinq dont deux d'or aux championnats du monde.

## Carrière
Dietmar Schauerhammer commence sa carrière sportive par l'athlétisme. En 1977, il est vice-champion d'Allemagne de l'Est en décathlon avec un score de 8088 points. Il remporte avec l'Allemagne de l'Est la coupe d'Europe des nations d'athlétisme en 1977 et 1979. Individuellement, il est quatorzième aux championnats d'Europe d'athlétisme 1978.
Schauerhammer commence ensuite le bobsleigh en tant que pousseur. Aux Jeux olympiques d'hiver de 1984, organisés à Sarajevo en Yougoslavie, il est deux fois champion olympique : en bob à deux avec le pilote Wolfgang Hoppe et en bob à quatre avec Wolfgang Hoppe, Roland Wetzig et Andreas Kirchner. Aux Jeux d'hiver de 1988, à Calgary au Canada, il est médaillé d'argent en bob à quatre avec Wolfgang Hoppe, Bogdan Musiol et Ingo Voge. Il gagne également cinq médailles aux championnats du monde : l'or en 1985 et en 1986 en bob à deux, l'argent en 1987 en bob à quatre et le bronze en 1983 et en 1987 en bob à deux.

## Palmarès

### Jeux Olympiques
- : médaillé d'or en bob à 2 aux JO 1984.
- : médaillé d'or en bob à 4 aux JO 1984.
- : médaillé d'argent en bob à 4 aux JO 1988.

### Championnats monde
- : médaillé d'or en bob à 2 aux championnats monde de 1985 et 1986.
- : médaillé d'argent en bob à 4 aux championnats monde de 1987.
- : médaillé de bronze en bob à 2 aux championnats monde de 1983 et 1987.